# Euphorbia tetracantha
Euphorbia tetracantha är en törelväxtart som beskrevs av Alfred Barton Rendle. Euphorbia tetracantha ingår i släktet törlar, och familjen törelväxter.
Artens utbredningsområde är Etiopien. Inga underarter finns listade i Catalogue of Life.